# إسيديرو سوتا
إسيدورو سوتا غارسيا (بالإسبانية: Isidoro Sota García)‏ (4 فبراير 1902 - 8 ديسمبر 1976 ) لاعب كرة قدم مكسيكي راحل كان يجيد اللعب في مركز حارس مرمى وقد شارك مع منتخب بلاده في بطولة كأس العالم لكرة القدم 1930 التي أقيمت في الأوروغواي . لعب سوتا فقط في مباراة واحدة أمام منتخب تشيلي وتم تسجيل 3 أهداف في مرماه . وكان سوتا وقتها يلعب في نادي أتلانتي .

## روابط خارجية
- إسيديرو سوتا على موقع الاتحاد الدولي (مؤرشف)  (الإنجليزية)
- إسيديرو سوتا على موقع قاعدة بيانات كرة القدم.إي يو (الإنجليزية)
- إسيديرو سوتا على موقع ناشيونال فوتبول تيمز (الإنجليزية)
- إسيديرو سوتا على موقع Soccerway.com (الإنجليزية)
- إسيديرو سوتا على موقع عالم كرة القدم.نت (الإنجليزية)